# جيسون بوهانون
جيسون بوهانون (بالإنجليزية: Jason Bohannon)‏ مواليد 30 ديسمبر 1987 في آيوا سيتي، هو لاعب كرة سلة أمريكي سابق. بدأ مسيرته الاحترافية في سنة 2010. يبلغ طوله 6 قدم 2 بوصة (1.9 م). اعتزل اللعب في 2011. لعب مع يو إس سي هايدلبرغ في ألمانيا ومع آيوا إنرجي في دوري الرابطة الوطنية لفئة التطوير.